# دس آرک (میسوری)
دس آرک (به انگلیسی: Des Arc) یک روستا (ایالات متحده آمریکا) در ایالات متحده آمریکا است که در شهرستان آیرون، میزوری واقع شده‌است.
 دس آرک ۰٫۵۵ کیلومتر مربع مساحت و ۱۷۷ نفر جمعیت دارد و ۱۶۸ متر بالاتر از سطح دریا واقع شده‌است.